# Parma Foot Ball Club 1921-1922
Questa voce raccoglie le informazioni riguardanti il Parma Football Club nelle competizioni ufficiali della stagione 1921-1922.

## Stagione
Il Parma non riuscì a superare la fase regionale del campionato della FIGC classificandosi al quarto posto nel girone finale emiliano, mentre in Coppa Italia fu eliminata al primo turno dalla Virtus Bolognese. A fine stagione FIGC e CCI si riunificarono con il Compromesso Colombo e il Parma fu costretto a un torneo di qualificazione al nuovo massimo torneo riunificato: nel turno preliminare fu sconfitta dal Treviso per 2-1 e retrocedette in Seconda Divisione.

## Organigramma societario
Area direttiva
- Presidente: Ennio Tardini

Area tecnica
- Allenatore: Riebe

## Rosa
| N. |                   | Ruolo | Calciatore            |
| -- | ----------------- | ----- | --------------------- |
|    | Italia (bandiera) | P     | Gino Pellacini        |
|    | Italia (bandiera) | P     | Augusto Gerali        |
|    | Italia (bandiera) | D     | Leo Giacosa           |
|    | Italia (bandiera) | D     | Enrico Aiolfi (II)    |
|    | Italia (bandiera) | D     | Torquato Rossini (II) |
|    | Italia (bandiera) | C     | Arturo Gabbi          |
|    | Italia (bandiera) | C     | Giovanni Mazzoni      |
|    | Italia (bandiera) | C     | Bruno Dentelli        |
|    | Italia (bandiera) | C     | Medardo Ghini         |
|    | Italia (bandiera) | C     | Giuseppe Pasquali     |
|    | Italia (bandiera) | C     | Vincenzo Bocconi      |

| N. |                   | Ruolo | Calciatore          |
| -- | ----------------- | ----- | ------------------- |
|    | Italia (bandiera) | C     | Saulle Franzini     |
|    | Italia (bandiera) | A     | Ferdinando Rebecchi |
|    | Italia (bandiera) | A     | Giovanni Lumetti    |
|    | Italia (bandiera) | A     | Mario Crosta        |
|    | Italia (bandiera) | A     | Tito Mistrali       |
|    | Italia (bandiera) | A     | Enzo Aiolfi (I)     |
|    | Italia (bandiera) | A     | Alfredo Mattioli    |
|    | Italia (bandiera) | A     | Renato Rossini      |
|    | Italia (bandiera) | A     | Luigi Ponzi (I)     |
|    | Italia (bandiera) | A     | Mario Maggiori      |
|    | Italia (bandiera) | A     | Luigi Calda         |

## Risultati

### Prima Categoria

#### Girone A emiliano

##### Girone di andata
| Arbitro: | Turbiani (Ferrara) |

|                             |           |  |
| Bocconi 13’ Rossini III 32’ | Marcatori |  |

| Arbitro: | G.Crivelli (Milano) |

|                 |           |  |
| Montanari I 72’ | Marcatori |  |

##### Girone di ritorno
| Arbitro: | Alfieri (Bologna) |

|           |           |                              |
| Romei 41’ | Marcatori | 12’ Rossini III 89’ Aiolfi I |

| Arbitro: | Da Crema (Genova) |

|                          |           |                            |
| Mattioli 44’ Lumetti 60’ | Marcatori | 32’ Bernetti 89’ Cavallini |

#### Finali emiliane

##### Girone di andata
| Arbitro: | Turbiani (Ferrara) |

|                                      |           |  |
| Maino 80’ Muzzioli 86’ De Segner 88’ | Marcatori |  |

| Arbitro: | Barbon (Venezia) |

|                                    |           |  |
| Cavallini 30’, 46’ Montanari I 74’ | Marcatori |  |

| Arbitro: | Sani (Ferrara) |

|                              |           |                             |
| Rossini III 70’ Mistrali 84’ | Marcatori | 35’ Vassarotti 87’ Olivieri |

##### Girone di ritorno
| Arbitro: | Muttoni (Treviglio) |

|                              |           |                                    |
| Rossini III 23’ Franzini 72’ | Marcatori | 48’ Martinelli 61’ (rig.) Martelli |

| Arbitro: | Enrietti (Torino) |

|                                              |           |               |
| Mattioli 28’, 42’ Rossini III 63’ Crosta 88’ | Marcatori | 84’ Cavallini |

| Ferrara 26 febbraio 1922 6ª giornata | SPAL | 2 – 0 A tav. referto | Parma |  |

### Qualificazioni alla Prima Divisione
| Arbitro: | Barbon (Venezia) |

|                              |           |              |
| Visentin II 33’ Paganini 79’ | Marcatori | 22’ Mattioli |

### Coppa Italia
| Arbitro: | Massari (Modena) |

|             |           |  |
| Baviera 33’ | Marcatori |  |

## Statistiche

### Statistiche di squadra
| Competizione                                 | Punti | In casa | In casa | In casa | In casa | In casa | In casa | In trasferta | In trasferta | In trasferta | In trasferta | In trasferta | In trasferta | Totale | Totale | Totale | Totale | Totale | Totale | DR |
| Competizione                                 | Punti | G       | V       | N       | P       | Gf      | Gs      | G            | V            | N            | P            | Gf           | Gs           | G      | V      | N      | P      | Gf     | Gs     | DR |
| -------------------------------------------- | ----- | ------- | ------- | ------- | ------- | ------- | ------- | ------------ | ------------ | ------------ | ------------ | ------------ | ------------ | ------ | ------ | ------ | ------ | ------ | ------ | -- |
| Prima Categoria - sezione emiliana, girone A | 5     | 2       | 1       | 1       | 0       | 4       | 2       | 2            | 1            | 0            | 1            | 2            | 2            | 4      | 2      | 1      | 1      | 6      | 4      | +2 |
| Prima Categoria - sezione emiliana, finali   | 4     | 3       | 1       | 2       | 0       | 7       | 4       | 3            | 0            | 0            | 3            | 0            | 8            | 6      | 1      | 2      | 3      | 8      | 13     | -5 |
| Coppa Italia                                 | -     | 0       | 0       | 0       | 0       | 0       | 0       | 1            | 0            | 0            | 1            | 0            | 1            | 1      | 0      | 0      | 1      | 0      | 1      | -1 |
| Totale                                       |       | 5       | 2       | 3       | 0       | 11      | 6       | 6            | 1            | 0            | 5            | 2            | 11           | 11     | 3      | 3      | 5      | 14     | 18     | -4 |

### Statistiche dei giocatori
| Giocatore    | Prima Categoria | Prima Categoria | Coppa Italia | Coppa Italia | Totale   | Totale |
| Giocatore    | Presenze        | Reti            | Presenze     | Reti         | Presenze | Reti   |
| ------------ | --------------- | --------------- | ------------ | ------------ | -------- | ------ |
| E. Aiolfi    | 1               | 0               | -            | -            | 1        | 0      |
| E. Aiolfi    | 3               | 1               | -            | -            | 3        | 1      |
| V. Bocconi   | 4               | 1               | -            | -            | 4        | 1      |
| L. Calda     | 5               | 0               | 1            | 0            | 6        | 0      |
| M. Crosta    | 3               | 1               | -            | -            | 3        | 1      |
| B. Dentelli  | 2               | 0               | -            | -            | 2        | 0      |
| S. Franzini  | 3               | 1               | 1            | 0            | 4        | 1      |
| A. Gabbi     | 8               | 0               | 1            | 0            | 9        | 0      |
| A. Gerali    | 6               | -13             | 1            | -1           | 7        | -14    |
| M. Ghini     | 3               | 0               | -            | -            | 3        | 0      |
| L. Giacosa   | 9               | 0               | 1            | 0            | 10       | 0      |
| G. Lumetti   | 6               | 1               | -            | -            | 6        | 1      |
| M. Maggiori  | 2               | 0               | -            | -            | 2        | 0      |
| A. Mattioli  | 6               | 4               | -            | -            | 6        | 4      |
| G. Mazzoni   | 5               | 0               | -            | -            | 5        | 0      |
| T. Mistrali  | 4               | 1               | 1            | 0            | 5        | 1      |
| G. Pasquali  | 10              | 0               | 1            | 0            | 11       | 0      |
| G. Pellacini | 4               | -4              | -            | -            | 4        | -4     |
| L. Ponzi     | 3               | 0               | -            | -            | 3        | 0      |
| F. Rebecchi  | 3               | 0               | 1            | 0            | 4        | 0      |
| T. Rossini   | 11              | 0               | 1            | 0            | 12       | 0      |
| R. Rossini   | 9               | 5               | 1            | 0            | 10       | 5      |
| A. Tassi     | -               | -               | 1            | 0            | 1        | 0      |